# Synod w Orange
Synod w Orange (lub Drugi Synod w Orange) – synod Kościoła jaki odbył się w Orange, na terenie dzisiejszej Francji, 3 lipca 529.
Synod odbył się z okazji konsekracji kościoła zbudowanego z woli gubernatora Galii. Uczestniczyło w nim 14 biskupów, a przewodniczył mu Cezary z Arles. Potwierdził teologię Augustyna z Hippony, który wypowiadał się przeciw pelagianizmowi.
Synod potwierdził nieśmiertelność, którą mógł cieszyć się pierwszy człowiek, oraz że następnie jego wola została osłabiona przez grzech. Grzech ten przechodzi przez człowieka do całego rodzaju ludzkiego.